# ボディ体積指数
ボディ体積指数（ボディたいせきしすう、Body Volume Index（ボディ・ボリューム・インデックス）、BVI）は人間の肥満の指標の一つ。ボディマス指数（BMI）に代わるものとして提案されている。BVIは体表面の形状を可視光の全身3次元スキャナーを使って求めた体型と体重から求めた値である。筋肉と脂肪の違いを区別することができ、また、体のどの部位に脂肪がついているのかも判定できる。

## BVIの特徴

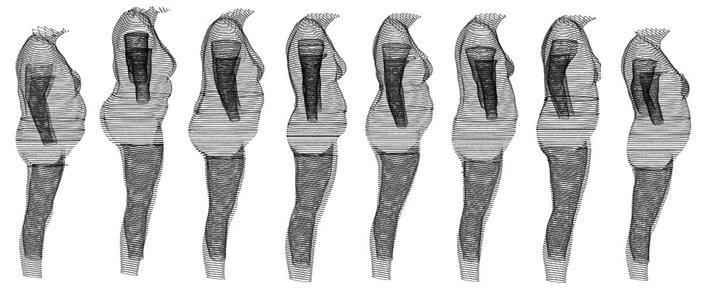
BMIが同じ8人の女性の体型。BVIを使えば、このような体型の違いも区別できる。

従来から使われてきたボディマス指数（BMI）は、体重と身長のみから計算される。一般に、筋肉質であるか脂肪質であるか、あるいは肉が体のどの部位に付いているかで、健康への影響は大きく異なり、2006年と2008年の研究では、BMIは健康リスクの指標として限界があると報告されている。
それに対し、BVIは全身の3次元スキャンデータと体重を測り、過去に得られた統計データと比較することで、脂肪と筋肉の付き方を求める。BVIの測定で、胴囲やウエスト・ヒップ比も同時に求まる。ウェストとヒップの値も、自動スキャンの方が手動測定よりも正確で、再現性があるとされる。

## 開発の経緯
ボディ容積指数（BVI）の元となる研究は、1997年、イギリスバーミンガムの調査会社、セレクト・リサーチ社により始められた。同社は元々、人間の体型に関する統計データを提供していた。3次元スキャナを使って体型を数値化する検討は、2000年1月から始められた。
BVIの研究は、イギリスで3年間行われたボディ・ベンチマーク研究プロジェクトの一環として続けられた。
予備検討を除く最初の研究は、バーミンガムのハートランド国民医療制度病院で行われ、さらにイギリス国立物理学研究所でも行われた。イギリスのBBCは2007年に、ハートランド病院での検討開始3年目時点の様子を伝えている。
最初の臨床試験はアメリカ合衆国のメイヨー・クリニックで行われた。2008年には減量プログラムの目標の一つにBVIを使う研究が発表されている。
その後、イギリスのアストン大学でも、アドバンテージ・ウェスト・ミッドランズとINDEX（INnovaton Delivers EXpansion）によるバウチャー (Voucher) （特定目的資金援助）計画からの資金提供で研究が行われ、その成果は2010年10月にイギリスのバーミンガムで発表された。
現在、この用途でのBVIの語は、イギリスのセレクト・リサーチ社がヨーロッパで商標登録をしている。